# Lujo Marun
Stjepan Alojzije (Lujo) Marun (Skradin, 1857. december 10. – Knin, 1939. január 15.) horvát ferences szerzetes és misszionárius. A horvát régészet megalapítója.

## Élete és munkássága
A közép-dalmáciai Skradinban született 1857-ben. Gimnáziumi tanulmányait Sinjben végezte és a Krka-folyó szigetén fekvő Visovacon volt ferences novicius. Ezután Drnišben segédlelkész, itt végezte első ásatását. 1886-ban már ő vezette a biskupijai Szűz Mária bazilika területén a feltárásokat és ő találta meg a bazilika alapfalait. 1888-ban a Biskupijánál fekvő Stupovához közeli kora középkori Szent Cecília templom maradványait tárta fel. 1892-ben rövid leírást adott ki a feltárásokról, majd a következő évben közölte a templom alaprajzát. 1892. május 14-én megtalálta a biskupijai Szűz Mária templom hármas oltár előépítményének a Szűzanyát ábrázoló 11. századi domborművét, mely azóta is a legrégibb ilyen ábrázolás a horvát képzőművészetben. 1893-ban Kninben megalapította az ország első régészeti múzeumát, amely kizárólag a horvát történelem és a szabadságért vívott harcok emlékeit mutatja be. 1895-ben elindította az első, a horvátok középkori történetével és az óhorvát műveltséggel foglalkozó folyóiratot. 1898-ban sikeresen mentette meg a knini várat az üzleti célokból történő elbontástól. A jelentőségét veszített vár köveit ugyanis építési anyagnak kívánták értékesíteni. Marun annak érdekében hogy a horvát várépítészetnek ezt a jeles emlékét megmentse tizenöt objektumát négyezer forintért megvásárolta, hogy ott új múzeumi épületeket létesíthessen. 1908-ban megkezdte a Bribirska glavica feltárását és e területnek mintegy ötödét sikerült feltárnia. Az itteni ásatások a mai napig is folynak. A régészeti lelőhelyet a horvát történelemben betöltött fontossága miatt ő nevezte el „Horvát Trójának”. Tízezer koronát adományozott az itteni régészeti leleteket bemutató épület bemutatására és tárolására. 1912-ben Kistanje mellett a római Burnum helyén kezdett ásatásokat, mivel itt egykor egy középkori templom és temető állt. Az ásatások során számos ókori töredék került elő, köztük egy nagyméretű római felirat egy része. Itt földterületet vásárolt, melyet a bécsi Régészeti intézetnek adott bérbe. Amikor a Cetina forrásánál folytatott régészeti feltárásokat kis híján megsebesítette a helyi pravoszláv lakosság. 1917-ben egy a kolostor elöljárójával történt nézeteltérés miatt elhagyta a knini ferences kolostort és ezután Kninben élt. Az Osztrák–Magyar Monarchia szétesése után 1918 utolsó napján Kninbe is bevonultak az olasz csapatok és Olaszországhoz csatolták. Marunt letartóztatták és az olaszországi Anconába vitték. Tíz nap száműzetés után szabadon engedték és ő visszatért Kninbe. Marun azonban igazi horvát hazafiként nem tudott megbékélni az olasz megszállással, ezért az olasz megszállási zónából kiutasították. Ekkor Sinjbe ment és az ottani kolostorba költözött. Ott üzleti vállalkozásba kezdett, melynek célja az volt, hogy pénzt teremtsen az idős horvátok munkához juttatásához. Ez a bányászati vállalkozás azonban nem hozott hasznot és ellentétbe került a szerzetesi hivatásával, csakúgy mint Marun odaadása a régészeti kutatások iránt ezért 1920-ban kizárták a ferences rendből. Marun 1939. január 15-én hunyt el Kninben. Szobra ma az általa megmentett knini várban áll.